# HK Trnava
Der HK Trnava ist ein slowakischer Eishockeyclub aus Trnava, der seit 2004 an der zweitklassigen 1. Liga teilnimmt. Die Heimspiele des Vereins werden im 3.600 Zuschauer fassenden Mestský zimný štadión ausgetragen.

## Geschichte
Eishockey wird in Trnava nachweislich seit 1923 gespielt, als eine lokale Mannschaft auf dem Orel-Feld gegen den 1. ČsŠK Bratislava spielte. In den 1930er Jahren nahmen die Spieler der Stadt an Turnieren im westslowakischen Kreis teil, ehe 1957 der Eishockeyklub Spartak Trnava gegründet wurde. Die Herrenmannschaft nahm den Spielbetrieb in der dritthöchsten tschechoslowakischen Eishockeyliga, der damaligen 2. SNHL, auf. Parallel dazu existierte zwischen 1969 und 1973 die Armeemannschaft VTJ Dukla Trnava, die an der 1. SNHL teilnahm und nach Schließung des alten Eisstadions aufgelöst wurde. 1993 wurde der damalige Korčuliarsky klub in HK Tranava umbenannt und stieg 1998 in die zweithöchste slowakische Spielklasse, die 1. Liga, auf. Zu diesem Zeitpunkt spielte der Klub auch als Harvard Trnava und agierte als Farmteam des HC Slovan Bratislava, so dass unter anderem auch Miroslav Šatan für kurze Zeit für das Team spielte. Im Jahr 2000 endete die Zusammenarbeit mit Slovan und das Team wurde aus der 1. Liga zurückgezogen. 2004 kehrte der HK Trnava in die 1. Liga zurück und spielt seitdem ununterbrochen im zweithöchsten Wettbewerb, wobei die besten Ergebnisse der 3. Platz in den Jahren 1999, 2000, 2008, 2009 und 2014 waren. 
Die Herrenmannschaft trägt seit etwa Mitte der 2000er Jahre den Beinamen Gladiators.
Der HK Trnava hat auch erfolgreiche Jugendmannschaften, die Schüler und Junioren spielten zeitweise in der höchsten jeweiligen Spielklasse, der Extraliga.

## Bekannte Spieler
- Roman Kukumberg
- Michel Miklík
- Marian Bazany
- Martin Štrbák
- Miroslav Stefanka
- Ivan Dornič
- Miroslav Hlinka
- Miroslav Lažo
- Jakub Rumpel
- René Vydarený